# Chelipoda secreta
Chelipoda secreta är en tvåvingeart som beskrevs av Collin 1928. Chelipoda secreta ingår i släktet Chelipoda och familjen dansflugor. Inga underarter finns listade i Catalogue of Life.